# Hradyźk
Hradyźk (ukr. Градизьк) – osiedle typu miejskiego na Ukrainie, położone w rejonie krzemieńczuckim, w obwodzie połtawskim.
Miejscowość leży na Nizinie Naddnieprzańskiej, nad Dnieprem. Do 1789 nazywała się Horodiszcze/Horodyszcze. W 1957 otrzymała status osiedla typu miejskiego.
W 1989 liczyła 9386 mieszkańców.
W 2013 liczyła 6697 mieszkańców.